# 時里信一
時里 信一（ときさと しんいち）は、日本の漫画家。姓がひらがな表記の“ときさと信一”名義のこともある。

## 略歴
- 赤塚不二夫に師事[要出典]。

## 作品リスト
- 人造人間キカイダー（原作：石森章太郎、小学館BOOK 1972年8月号 - 1973年3月号）
- 快傑ライオン丸（原作：うしおそうじ、小学三年生  1973年4月号 - 5月号）
- 風雲ライオン丸（原作：うしおそうじ、小学三年生 1973年6月号 - 9月号）
- 科学忍者隊ガッチャマン（原作：吉田竜夫、小学五年生  1972年9月号 - 1973年12月号）
- アイアンキング（小学三年生 1972年12月号 - 1973年4月号）
- 笛吹童子（原作：北村寿夫、小学四年生  1973年1月号 - 3月号）
- スーパーロボット レッドバロン（原案：渡辺一彦（NTVM)・斎藤汎司（NTV)[1]、冒険王  1973年7月号-1974年4月号、別冊冒険王 1973年10月号 - 1974年2月号）[2]
- ダイヤモンドアイ（原作：川内康範、小学六年生  1973年7月号 - 1974年2月号）
- 勇者ライディーン[3][4]（原作：鈴木良武）※単行本描きおろし[5]
- 宇宙鉄人キョーダイン（原作：石森章太郎、冒険王 1976年4月号 - 1977年3月号）[2]